# Бартизана

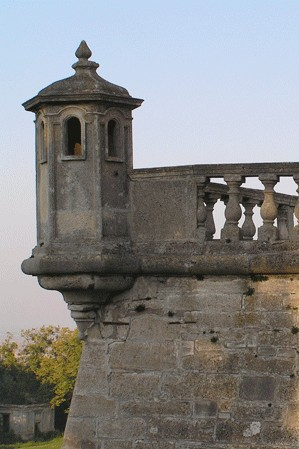
Бартизана в Підгорецькому замку.

Бартиза́на (від англ. bartizan, що походить від bratticing — «конструкція з перемичок») в середньовічній фортифікації — сторожова вежа, що розташовувалася між двома баштами на бруствері чи парапеті оборонної стіни.
У земляних фортецях бартизані відповідає кавальєр.